# Epiphragma commopterum
Epiphragma commopterum är en tvåvingeart som beskrevs av Alexander 1966. Epiphragma commopterum ingår i släktet Epiphragma och familjen småharkrankar. Inga underarter finns listade i Catalogue of Life.